# 小樽市消防本部
小樽市消防本部（おたるししょうぼうほんぶ）は、北海道小樽市の消防部局。消防本部は小樽市役所にある。

## 沿革
- 1948年（昭和23年）、小樽市消防本部発足。
- 1960年（昭和35年）、小樽市消防音楽隊発足（平成16年度から活動休止）[1]。
- 1991年（平成03年）、小樽市市民消防防災研修センター開設。
- 2018年（平成30年）、専門的な知識と高度な消火技術を有する「機動消火隊」の運用を開始。

## 組織
- 消防本部
  - 総務課
  - 警防課
  - 予防課
- 消防署
  - 消防課
  - 警備課
  - 支署・出張所
- 消防団

## 消防車両
- 指揮車
- はしご自動車
- 消防ポンプ自動車
- 水槽付消防ポンプ自動車
- 放水塔付消防ポンプ自動車(MVF)
- 大型水槽車
- 化学消防車
- 災害支援車(資材搬送車)
- 救助工作車
- 救急自動車
- 人員輸送車
- 救急広報車

## 消防署
| 消防署       | 住所       | 支署                                                 | 出張所                            | 支所                                   |
| ------------ | ---------- | ---------------------------------------------------- | --------------------------------- | -------------------------------------- |
| 小樽市消防署 | 勝納町10-1 | 銭函：見晴町2-3 オタモイ：オタモイ3-3-5 手宮:手宮1-3 | 花園：花園2-12-1 朝里：新光1-8-14 | オタモイ支署蘭島：蘭島1-5-1 - 銭函支署 |

## 消火栓
小樽市は、全国的にも珍しい消火栓の色分け（赤・青・黄）を行っている。「坂のまち」と言われるほど坂が多くて高低差の激しい小樽市は配水池などを35か所配置しており、配水系統が40にも及んでいる。そのため、職員が一目で配水系統の異なる消火栓を見分けられるために色分けしており、約1,500基整備している。